# Florence Faivre

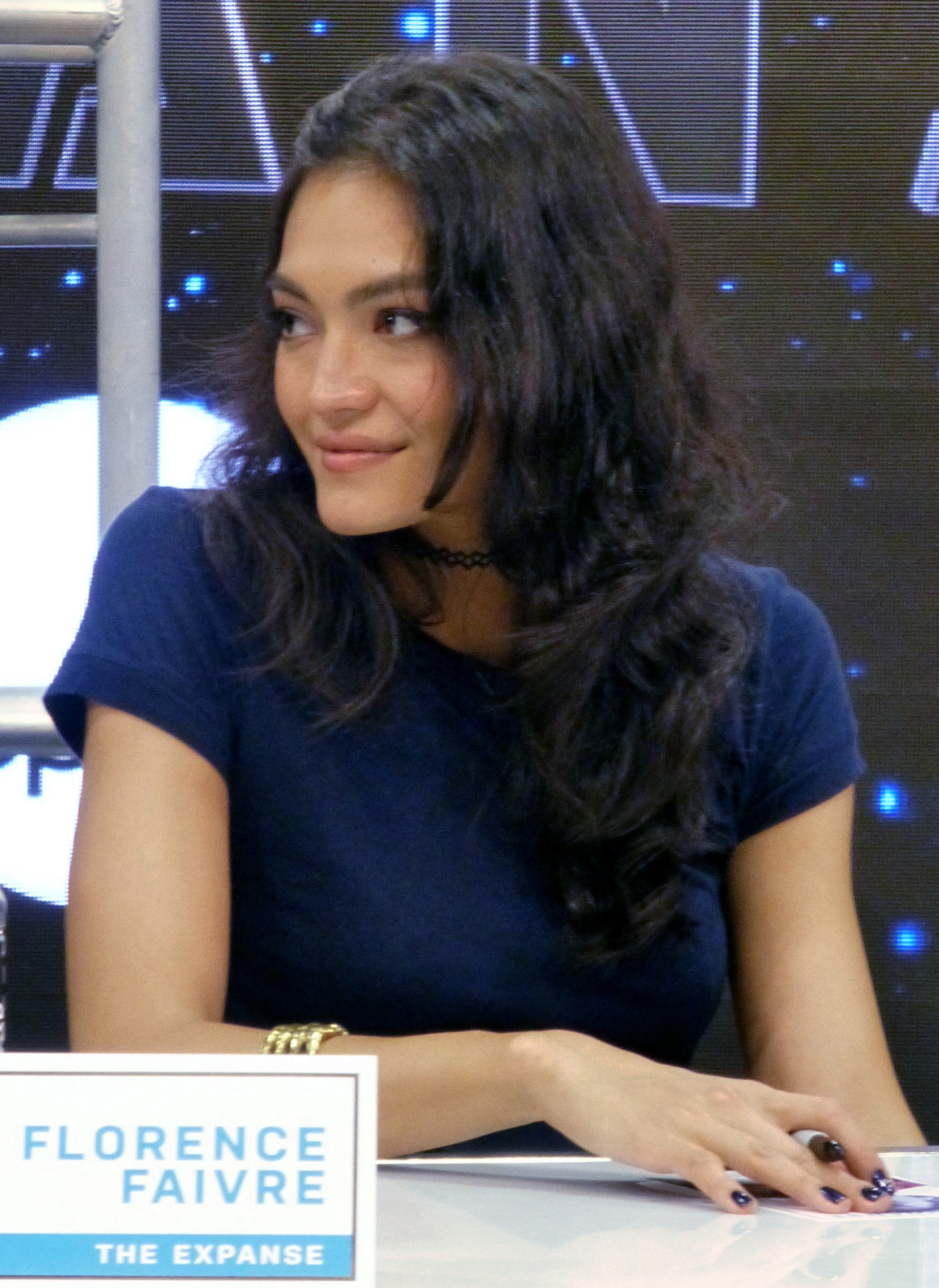
Florence Faivre, 2015

Florence Vanida Faivre (Thai:ฟลอเรนซ์ วนิดา เฟเวอร์; * 8. Juni 1983 in Bangkok) ist eine französisch-thailändische Schauspielerin.
Florence Faivre wuchs in Aix-en-Provence in Südfrankreich auf. Ihre Mutter ist Thailänderin und ihr Vater Franzose. Als Jugendliche zog sie mit ihren Eltern nach Bangkok in Thailand. Mit 13 Jahren trat sie erstmals im Fernsehen auf. Sie wurde regelmäßige Gastgeberin zweier thailändischer Fernsehshows: Teentalk und E for Teens. Gleichzeitig arbeitete sie in vielen Programmen als Gastmoderatorin internationaler Fernsehshows in ganz Südostasien. In ihrem Highschool-Abschlussjahr 2002 spielte sie die Hauptrolle in dem Film The Siam Renaissance der Brüder Pang, Produzenten der Filme Bangkok Dangerous und Tears of the Black Tiger. Florence Faivre zog dann nach New York, um ihre Schauspielkarriere voranzubringen und spielte bald darauf unter anderem in den Filmen Chok Dee (mit Bernard Giraudeau) und The Elephant King (mit Ellen Burstyn). Außerdem übernahm sie Gastrollen in Fernsehserien wie Agents of S.H.I.E.L.D., Kings, How to Make It in America, The Following, Alpha House und Bull. Ihren großen Durchbruch hatte sie mit der Fernsehserie The Expanse.
Sie lebt in New York City und Los Angeles.